# Höfuðborgarsvæðið

Mapa najgęściej zaludnionej części regionu stołecznego Reykjavíku

Höfuðborgarsvæðið (isl. „Region Stołeczny”) – jeden z ośmiu regionów Islandii, obejmujący najgęściej zaludniony obszar kraju wokół stolicy kraju Reykjavíku (tzw. Wielki Reykjavík). Region ten zajmuje powierzchnię 1062 km². Zamieszkuje go 222,5 tys. mieszkańców (2018), co stanowi około 60% ludności kraju. Gęstość zaludnienia na tym obszarze sięga 210 mieszk./km².

## Gminy regionu
Höfuðborgarsvæðið obejmuje swoim zasięgiem następujące gminy:
| Kod  | Gmina                   | Ludność (1 stycznia 2015) | Ludność (1 stycznia 2018) | Powierzchnia (km²) |
| ---- | ----------------------- | ------------------------- | ------------------------- | ------------------ |
| 0000 | Reykjavíkurborg         | 121 822                   | 126 041                   | 273                |
| 1000 | Kópavogsbær             | 33 205                    | 35 970                    | 80                 |
| 1100 | Seltjarnarnesbær        | 4411                      | 4 575                     | 2                  |
| 1300 | Garðabær                | 14 453                    | 15 709                    | 76                 |
| 1400 | Hafnarfjarðarkaupstaður | 27 875                    | 29 412                    | 143                |
| 1604 | Mosfellsbær             | 9300                      | 10 556                    | 185                |
| 1606 | Kjósarhreppur           | 216                       | 221                       | 284                |
|      | Razem                   | 211 282                   | 222 484                   | 1 062              |

## Miejscowości regionu
W poszczególnych miejscowościach regionu zamieszkiwała następująca liczba ludności (stan na 1 stycznia 2018):
- Reykjavík (Reykjavíkurborg) – 124 847 mieszk.,
- Kópavogur (Kópavogsbær) – 35 966 mieszk.,
- Hafnarfjörður (Hafnarfjarðarkaupstaður) – 29 409 mieszk.,
- Garðabær (Garðabær) – 12 912 mieszk.,
- Mosfellsbær (Mosfellsbær) – 10 225 mieszk.,
- Seltjarnarnes (Seltjarnarnesbær) – 4 575 mieszk.,
- Álftanes (Garðabær) – 2 586 mieszk.,
- Grundarhverfi á Kjalarnesi (Reykjavíkurborg) – 587 mieszk.,
- Byggðakjarni í Mosfellsdal (Mosfellsbær) – 224 mieszk.

W pozostałym rozproszonym osadnictwie na terenie regionu zamieszkiwało 1153 osób.